# 鴨祐為
鴨 祐為（かも の すけため）とは、江戸時代中期から後期にかけての神官・歌人。梨木祐為とも称す。

## 経歴
正三位鴨祐之の孫。賀茂県主氏の流を汲み、代々下鴨神社の禰宜を務めた梨木（なしのき）家に生れる。官位は正四位下・上総介。幼少のころより和歌を好み冷泉為村に師事し、その生涯を通して10万首を超える和歌を詠んだといわれる。また早詠をもって世に知られており、私家集『鴨祐為歌集』の詞書には線香3寸を立て、その燃え尽きる間に50首を詠じたと記す。さらに一日に1000首詠むという「一日千首」というものも数度行なっている。家集に『和歌秘宝抄』、『鴨祐為集』があるほか、『大和路紀行』（安永3年〈1774年〉）、『かひの雫』（寛政8年〈1796年〉）などの紀行文を残す。
また和歌と共に絵も幼少より好み、西川祐信の絵を好んで模写していたが、九歳の秋に父母の勧めで西川祐信に入門し絵を学んだ。しかし絵手本を一巻習ったところで祐信は没してしまったと、絵入俳書『職人尽発句合』（五升庵瓦全編、寛政9年刊）の跋文には記している。『国書人名辞典』は土佐家にも絵を学んだとする。絵の作には『職人尽発句合』の挿絵と肉筆画「美人立姿図」（絹本着色）が知られる。「美人立姿図」は画風に祐信の影響がうかがえ、「鴨祐為筆」の落款に「雷岡隠士」の方印を捺す。「雷岡」とは上賀茂神社の祭神賀茂別雷命にちなむという。享年62。上寺町の西園寺に葬られ、源光院殿と諡された。